# Dean (Texas)
Dean é uma cidade localizada no estado norte-americano do Texas, no Condado de Clay.

## Demografia
Segundo o censo norte-americano de 2000, a sua população era de 341 habitantes.
Em 2006, foi estimada uma população de 346, um aumento de 5 (1.5%).

## Geografia
De acordo com o United States Census Bureau tem uma área de
5,5 km², dos quais 5,5 km² cobertos por terra e 0,0 km² cobertos por água.

## Localidades na vizinhança
O diagrama seguinte representa as localidades num raio de 20 km ao redor de Dean.